# Ведмідь під кайфом
«Ведмідь під кайфом» (англ. Cocaine Bear) — американський фільм у жанрі чорної комедії та трилера режисера Елізабет Бенкс. У фільмі знялися Кері Расселл, О'Ші Джексон-молодший, Олден Еренрайк, Джессі Тайлер Фергюсон, Крістофер Хівью, Ханна Хукстра, Ерон Холлідей, Марго Мартіндейл, Рей Ліотта і Меттью Різ.
В основі сюжету лежать реальні події, що сталися у 1985 році, коли американський чорний ведмідь проковтнув пакети з кокаїном.
Прем'єра фільму у США відбулася 24 лютого 2023 року.

## Сюжет
У лісах Кентуккі американський чорний ведмідь впадає у криваву лють після того, як проковтнув пакет із кокаїном.

## У ролях
- Кері Расселл — Сарі
- Олден Еренрайк — Едді
- О'Ші Джексон-молодший — Девід
- Рей Ліотта — Сід
- Айзая Вітлок-молодший — Боб
- Бруклін Прінс — Ді Ді
- Крістіан Конвері — Генрі
- Марго Мартіндейл — Рейнджер Ліз
- Джессі Тайлер Фергюсон — Пітер
- Крістофер Гів'ю — Олаф
- Меттью Різ — Ендрю Торнтон

## Виробництво

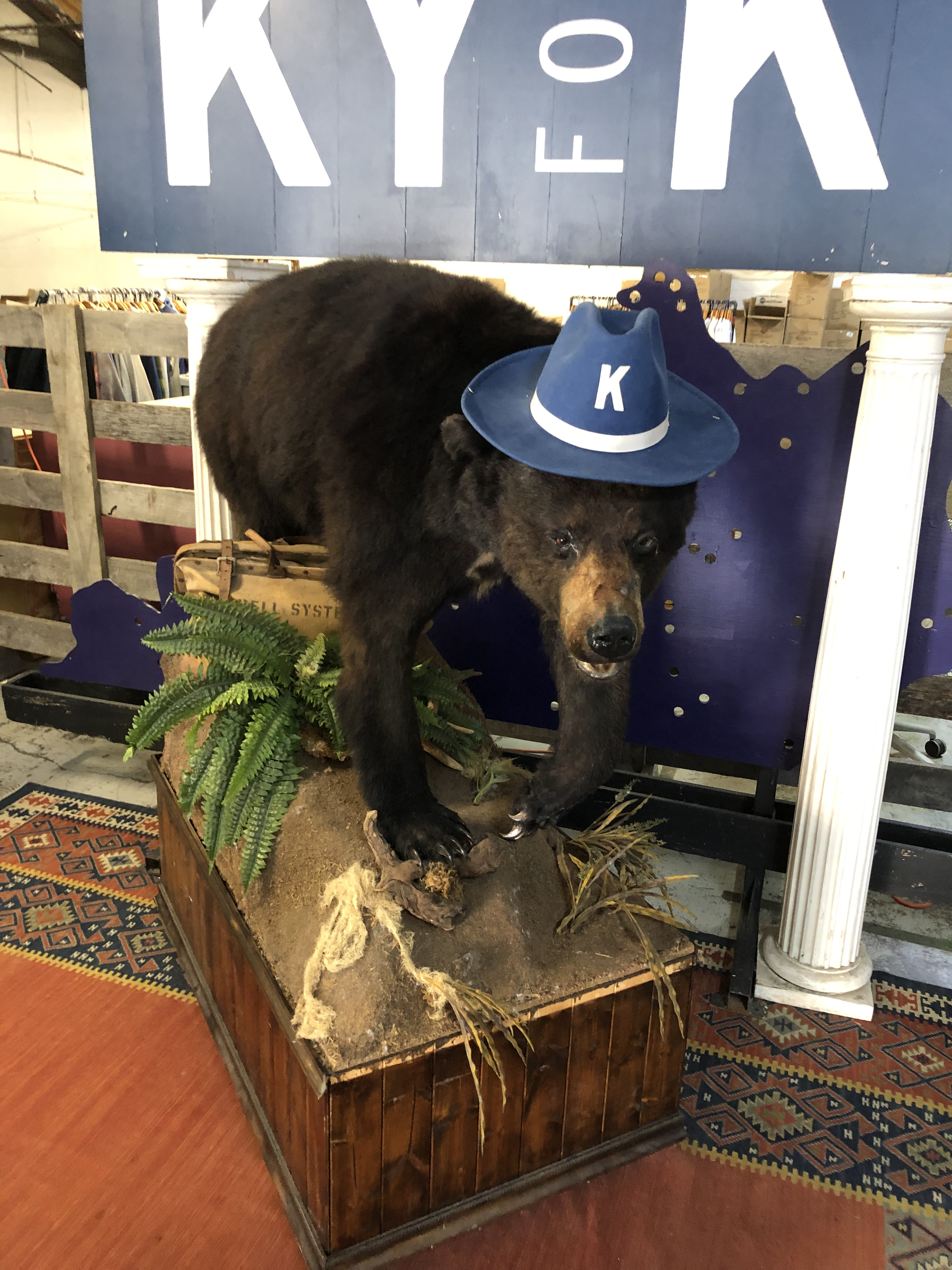
Однойменний "кокаїновий ведмідь" у Лексінгтоні, штат Кентуккі

Сюжет фільму був натхненний реальною історією, що сталася у грудні 1985 року. Тоді 80-кілограмовий американський чорний ведмідь проковтнув речовий мішок, наповнений кокаїном, і помер незабаром після цього. Мішок з кокаїном через перевантаження випав з літака Cessna 404, пілотованого Ендрю Торнтоном, колишнім офіцером у боротьбі з наркотиками та за сумісництвом наркоторговцем. Торнтон вистрибнув із літака, але його парашут не розкрився, і він помер. Через три місяці в Північній Джорджії поряд з відкритими пластиковими контейнерами з кокаїном був знайдений мертвий ведмідь. Опудало цього ведмедя є доступним для загального огляду в торгово-розважальному центрі «Кентуккі» в Лексінгтоні.
У березні 2021 року компанія Universal Pictures оголосила про початок розробки фільму «Кокаїновий ведмідь», режисером якого стане Елізабет Бенкс.
Акторський склад фільму був анонсований у липні та серпні 2021 року.
Зйомки фільму пройшли в ірландському місті Віклоу з 20 серпня по 17 жовтня 2021.

## Прем'єра
У кінотеатрах США фільм вийшов 24 лютого 2023 року, в Україні — 23 лютого 2023 року.